# Ewoud Vromant
Ewoud Vromant (15 juli 1984) is een Belgische weg-  en baanwielrenner die actief is in het para-cycling.

## Biografie
Eind 2012 werd er in het rechterbeen van Vromant kanker gediagnosticeerd. In 2013 werd zijn been geamputeerd. 
In 2015 won hij de 100 en 200 meter op het Belgisch kampioenschap atletiek. In 2016 won hij de estafette op het Belgisch kampioenschap  atletiek, pakte hij zilver op de 50 meter vrije slag en brons op de 100 meter vrijeslag op het Belgisch kampioenschap  Zwemmen en brons in de wegwedstrijd op het Belgisch kampioenschap wielrennen. 
Vanaf 2017 legt hij zich toe op het wielrennen. In 2020 won Vromant de achtervolging tijdens de Wereldkampioenschappen baanwielrennen para-cycling in Milton te Canada In 2021 behaalde hij brons op het WK paracycling en werd hij vierde in de tijdrit op het WK G-wielrennen in het in Portugese Cascais.
Op 16 juli 2022 verbeterde hij in het Zwitserse Grenchen het werelduurrecord in de MC2 klasse met meer dan 3 km en bracht het op 46,521 kilometer. Op de wereldkampioenschappen Para-cycling in Baie-Comeau werd Vromant in augustus 2022 wereldkampioen tijdrijden. In 2024 werd Vromant opnieuw wereldkampioen tijdrijden. In Woubrechtegem werd een gedenkplaat onthuld.

## Palmares
2017
 Belgisch Kampioenschap wegwedstrijd
2018
 Belgisch Kampioenschap tijdrijden
 Belgisch Kampioenschap wegwedstrijd
2019
 Wereldkampioenschap baanwielrennen omnium
 Belgisch Kampioenschap wegwedstrijd
 Wereldkampioenschap tijdrijden
 Wereldkampioenschap wegwedstrijd
2020
 Wereldkampioenschap baanwielrennen achtervolging
2021
 tijdrit Paralympische spelen Tokio
2022
werelduurrecord MC2 klasse, 46,521km/u, Grenchen, Zwitserland
2024
 Wereldkampioenschap tijdrijden
 Tijdrit Paralympische spelen Parijs
 Individuele achtervolging baanwielrennen Paralympische spelen Parijs
 Wereldkampioenschap wegwedstrijd